# ZipGenius
ZipGenius è un programma per la compressione dei file sviluppato da Matteo Riso. ZipGenius è pensato per i sistemi operativi Windows, è distribuito con licenza freeware e consente la gestione dei più diffusi formati di compressione dei dati.
Il progetto ZipGenius nasce nel novembre 1997 con il nome "Mr. Zip 98". Nel marzo 1998 si ha il cambio di nome che porta alla denominazione attuale, mentre nell'aprile 1999 avviene la pubblicazione della prima versione. Nato inizialmente come programma alternativo e gratuito per la gestione degli archivi .zip, ZipGenius è poi evoluto in uno strumento completo per la gestione dei principali formati compressi arricchendosi anche di funzioni accessorie per la gestione del protocollo FTP, delle immagini e dei backup.
A partire dalla versione 6.1.0.1010 il software è distribuito con il marchio Wininizio.it Software, team di sviluppo della comunità WinInizio.it, di cui Matteo Riso - sviluppatore originario - è amministratore e membro.
L'ultima versione disponibile è la 6.3.2.3116.
Lo sviluppatore ha da poco annunciato che entro l'anno verrà rilasciata la versione 6.3.3, la quale altro non è che un raccordo fra la versione attuale e il prossimo - già annunciato - ZipGenius 7. A partire dalla versione 6.3.3, il software verrà distribuito con il marchio "The ZipGenius Team"

## Caratteristiche e funzioni
ZipGenius può essere utilizzato attraverso la sua interfaccia grafica che consente la creazione, la modifica e l'estrazione dei file compressi con un approccio simile ad "Esplora Risorse" di Windows. Il programma si integra anche nella shell di Windows e le sue funzioni sono richiamabili attraverso il menu contestuale che si attiva cliccando con il pulsante destro del mouse su di un file o una cartella.
ZipGenius supporta nativamente le periferiche TWAIN consentendo quindi l'acquisizione di immagini da tutti i dispositivi compatibili. Un apposito menù consente l'utilizzo del programma per l'esecuzione di backup sulle principali cartelle dei profili utente e su ogni altra cartella indicata dall'utente.
ZipGenius consente la creazione di archivi protetti da password che possono anche essere crittografati con gli algoritmi CZIP, Blowfish, Twofish, AES Rijndael. È inoltre possibile creare archivi autoestraenti che possono successivamente essere scompattati senza bisogno di applicazioni esterne. Per questo genere di archivi eseguibili (.exe) il programma prevede una procedura guidata che può essere usata per stabilire la cartella di estrazione, l'eventuale apertura automatica di uno o più file, l'associazione di una icona specifica al pacchetto e l'introduzione della firma dell'autore. L'utente può anche scegliere di creare un archivio auto-cancellante il cui contenuto viene sovrascritto se si inserisce una password non corretta per un certo numero di volte.
L'interfaccia di ZipGenius può essere personalizzata attraverso diverse skin. Alcune di queste sono comprese nel programma di installazione mentre altre sono disponibili sul sito del programma. Alcune skin sono pensate per adattarsi agli stili grafici degli ambienti Windows 2000, Windows XP, GNOME e KDE.
ZipGenius è sviluppato per la sola piattaforma Windows, tuttavia la comunità di WinInizio.it è alla ricerca di volontari per lo sviluppo del port per i sistemi Mac. ZipGenius può essere utilizzato sotto Linux attraverso Wine anche se i test in tal senso sono ancora poco numerosi.

## Versioni
ZipGenius viene distribuito in due versioni. Una prima denominata Standard contiene:
- ZipGenius (applicazione principale)
- Scan & Zip per la gestione delle periferiche TWAIN
- Lingue Italiano Inglese per l'interfaccia
- ZG Password Manager per la gestione della password

La versione Suite aggiunge alla versione Standard altri quattro moduli:
- FTPGenius per la gestione dei trasferimenti via FTP
- ZGAlbum per la gestione delle immagini
- Cutter 4.5 per la suddivisione dei file di grandi dimensioni
- Skin aggiuntive

## Formati supportati
ZipGenius gestisce oltre 20 formati compressi. In particolare il programma è in grado di comprimere e decomprimere file in formato .zip, .7z, .jar, .tar e .cab. Il programma è inoltre in grado di decomprimere i file in formato .rar, .iso ed.nrg (immagini del software Nero) nonché molti formati tipici dell'ambiente Unix/Linux: .rpm, .tar.gz, .tgz, .gz e.z. ZipGenius consente anche l'ottimizzazione dei formati OpenDocument usati tra l'altro da OpenOffice.org.